# Marcus Forss
Marcus Forss (Turku, 1999. június 18. –) finn válogatott labdarúgó, a Middlesbrough játékosa.

## Pályafutása

### Klubcsapatokban
Kisebb fin klubokban nevelkedett 2012-ig, ekkor az angol West Bromwich Albion akadémiájához csatlakozott. Az U23-as csapatban is pályára lépett, de a felnőtteknél nem kapott lehetőséget. 2017 májusában elhagyta a klubot, miután lejárt az szerződése. Június 22-én két évre aláírt a Brentford második csapatához. A 2017–18-as szezonban a B csapat legjobb játékosának választották meg. A 2019–20-as szezon elején négy évvel meghosszabbította szerződését a klubbal. 2019. szeptember 2-án kölcsönbe csatlakozott a Wimbledon csapatához. Az első hat bajnoki mérkőzésén hét gólt szerzett. A szezon legjobb fiatal játékosának is megválasztották.
2021. szeptember 21-én a Brentford színeiben mesternégyest ért el a ligakupában az Oldham Athletic ellen 7–0-ra megnyert mérkőzésen. A 2022-es téli átigazolási időszak végén több játéklehetőség miatt kölcsönbe került a szezon végéig a Hull City csapatához. Február 5-én debütált a Preston North End csapata ellen az 54. percben Ryan Longman cseréjeként. Két héttel később a Queens Park Rangers ellen első gólját is megszerezte.
2022. július 28-án 4 évre írt alá a Middlesbrough csapatához. 2022. augusztus 6-án második bajnoki találkozóján szerezte meg az első gólját a Queens Park Rangers ellen.

### A válogatottban
Többszörös korosztályos válogatott. 2020. november 11-én mutatkozott be a felnőtt válogatottban Franciaország ellen, góllal. 2021. június 1-jén bekerült a 2020-as labdarúgó-Európa-bajnokságra utazó végleges keretbe.

## Statisztika

### A válogatottban
2022. június 29-i állapot szerint.
| Finnország | Finnország | Finnország |
| Év         | Mérk.      | Gólok      |
| ---------- | ---------- | ---------- |
| 2020       | 3          | 1          |
| 2021       | 8          | 1          |
| 2022       | 3          | 0          |
| Összesen   | 14         | 2          |

### Góljai a válogatottban
| # | Dátum              | Helyszín                                          | Ellenfél            | Gólok | Végeredmény | Mérkőzés típusa                            |
| - | ------------------ | ------------------------------------------------- | ------------------- | ----- | ----------- | ------------------------------------------ |
| 1 | 2020. november 11. | Stade de France, Saint-Denis, Franciaország       | Franciaország       | 1–0   | 2–0         | Barátságos mérkőzés                        |
| 2 | 2021. november 13. | Bilino Polje Stadium, Zenica, Bosznia-Hercegovina | Bosznia-Hercegovina | 1–0   | 3–1         | 2022-es labdarúgó-világbajnokság-selejtező |

## Sikerei, díjai

### Egyéni
- Brentford B – Az Év játékosa: 2017–2018[7]
- Wimbledon – Az Év fiatal játékosa: 2019–2020[20]
- Az EFL – A hónap fiatal játékosa: 2019 október[20]
- Az EFL kupa – A sorozat csapata: 2021–22[21]